# Negritudine
Negritudinea (în franceză négritude) este un curent literar și politic, creat după al Doilea Război Mondial, care reunea o serie de scriitori negri francofoni, între care Aimé Césaire, Léopold Sédar Senghor, Léon Gontran Damas, Guy Tirolien, Birago Diop și René Depestre. 
René Maran, din Martinica, autor al romanului Batouala, pentru care a primit în 1921 Premiul Goncourt este, în general, considerat ca un precursor al negritudinii.
Prin negritudine se înțelege conștiința de a fi african sau de a avea origine africană într-o lume dominată de cultura albilor, respectiv un ansamblu de valori culturale și spirituale ale negrilor, o afirmare a conștiinței apartenenței la această cultură specifică. Legată de anticolonialism, mișcarea a influențat ulterior un mare număr de oameni, apropiați de curentul denumit « Nationalisme noir » („Naționalism Negru”), care se extindea și dincolo de lumea francofonă.

## Originea
Termenul a fost inventat în 1935 de către Aimé Césaire, apărând prima dată în numărul 3 al L'Étudiant noir (Studentul Negru), revistă a studenților din Martinica. El își revendică identitatea neagră și cultura, pentru început în contrapondere față de noțiunea de « Francitude » („francitate”), percepută ca oprimantă și ca instrument al administrației coloniale franceze . Va relua termenul în 1939, cu ocazia primei apariții a Cahier d'un retour au pays natal (Caietul unei întoarceri în țara natală).
Jean-Paul Sartre a folosit acest termen în 1948, în prefața la „Antologia noii poezii negre și malgașe”, îngrijită de Léopold Sédar Senghor. 
Conceptul a fost apoi reluat de Léopold Sédar Senghor în Chants d'ombre (Cântări de umbră), care îl adâncește, opunând "rațiunea elenă" "emoției negre":
"Noapte, care mă eliberezi de rațiunile saloanelor sofismelor, de piruetele pretextelor, de urile calculate ale carnagiilor umanizate
Noapte, care topești toate contradicțiile mele, toate contradicțiile din unitatea primordială a negritudinii tale"

## Semnificația
Nașterea acestui concept și apariția unei reviste, Présence africaine (Prezența africană), publicată simultan în 1947 în Dakar și Paris, vor avea efectul unei explozii.
Ea reunește negri din toate zările lumii, precum și pe unii intelectuali francezi, mai ales pe Jean-Paul Sartre. Aceasta definește apoi negritudinea ca fiind "negarea negației omului negru".
Potrivit lui Senghor, negritudinea reprezintă "totalitatea valorilor culturale ale Africii Negre". După Senghor, negritudinea este, de fapt, o cultură. Este totalitatea valorilor economice, politice, intelectuale, morale, artistice și sociale ale popoarelor din Africa și ale minorităților negre din America, Asia și Oceania.  Mai este și un „cuvânt cheie ce avea să marcheze ruptura cu umilințele Africii coloniale”: „Născută în perioada în care imperiile coloniale erau pe punctul de a se destrăma, noțiunea de negritudine este echivalentă cu un refuz al asimilării și cu necesitatea regăsirii propriei identități, modificată adeseori în contact cu ideologii și culturi străine”.
Césaire afirma că "acest cuvânt înseamnă, în primul rând, respingere. Respingerea asimilării culturale și respingerea unei anumite imagini ale negrului pașnic, incapabil să construiască o civilizație. Culturalul primează asupra politicului".

## Critici
Ulterior, scriitori negri sau creoli au criticat conceptul, considerat de ei prea reducționist: Tigrul nu-și proclamă nicicând tigritudinea. El se repede la pradă și o sfâșâie (Wole Soyinka).
Stanislas Spero Adotevi face o analiză severă în eseul său, Négritude et négrologues (Negritudine și negrologi): Amintire în conivența nocturnă, negritudinea este ofranda lirică a poetului adusă propriei sale obscuritate, în mod disperat la trecut.

## În afara spațiului francofon
Lupta pentru cucerirea drepturilor civile ale negrilor din SUA a fost precedată de apariția unei „conștiințe” a negritudinii (blackness), care a marcat în perioada modernistă Renașterea din Harlem (o mișcare de afirmare a unei culturi autentic afro-americane, care a avut legături antagonice cu cultura dominantă albă a vremii). Percepția imaginii negrului american a cunoscut o transformare continuă o dată cu mișcările de reformă socială și culturală în care două mari curente, cele ale integrării și segregării, s-au constituit ca doi poli ai dezbaterii despre rasă și etnicitate.
În cartea sa Omul recent, Horia-Roman Patapievici consideră că literatura 'negritudinii' (faptul de a fi negru, văzut ca o problemă de ideologie) este un narodnicism rasial, concluzionând că trebuiau și americanii să treacă prin gafele care au sucit mințile europenilor acum, deja, două secole.